# Cheilotrichia (Empeda) longisquama
Cheilotrichia (Empeda) longisquama is een tweevleugelige uit de familie steltmuggen (Limoniidae). De soort komt voor in het Neotropisch gebied.